# Campanula spicata
Campanula spicata is een rotsplant uit het geslacht Campanula (klokjes) die van nature voorkomt in de Alpen, de Apennijnen en op het Balkanschiereiland.

## Naamgeving enetymologie
- Frans: Campanule en épi
- Engels: Spiked Bellflower
- Duits: Ährige Glockenblume
- Italiaans: Campanula spigata

De botanische naam Campanula is afkomstig van het Latijnse campana (klok) en betekent 'kleine klok'. De soortaanduiding spicata is afkomstig van het Latijnse spica (aar) en slaat op de aarvormige bloeiwijze.

## Kenmerken
C. spicata is een tweejarige plant, 15 tot 80 cm hoog, met een rechtopstaande, ongedeelde, gestreepte en ruw behaarde bloemstengel. De onderste blaadjes zijn in een rozet geplaatst, gesteeld, lijnlancetvormig, de bladrand getand en gegolfd. De stengelbladeren zijn kleiner, bijna zittend, met spitse top. 
De talrijke paars- tot blauwe bloemen staan in een min of meer dichte, lange aar, onderaan onderbroken door de stengelbladeren, naar de top toe doorlopend. De bloemen zijn 15 tot 25 mm lang, ongesteeld, met een driehoekig schutblad. De kelkblaadjes zijn behaard, lancetvormig, ongeveer een derde van de lengte van de kroon. De kroon is klok- tot trechtervormig, viltig behaard, tot een derde van de lengte verdeeld in lancetvormige slippen. De bloem draagt vijf meeldraden en een lange, driedelig gelobde stempel.
In tegenstelling tot de meeste andere klokjes staat de bloem rechtop.
De plant bloeit van juni tot augustus.

## Habitaten verspreiding

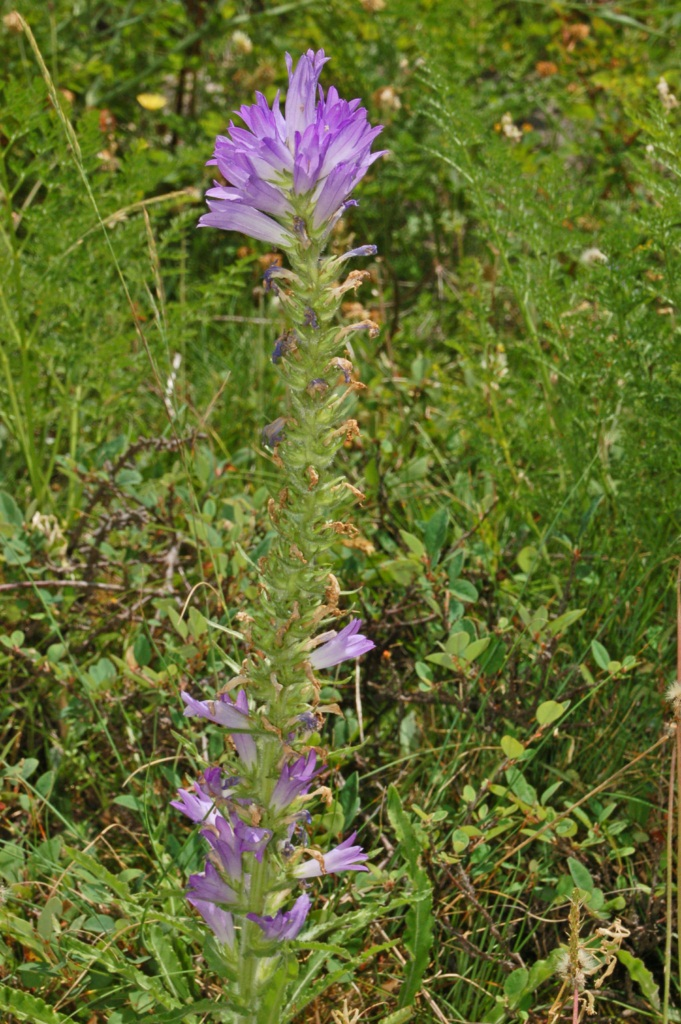
Campanula spicata, habitus

C. spicata komt vooral voor op droge, stenige graslanden, puinhellingen en kalksteenrotsen op een hoogte tussen 400 en 2.500 m.
De plant komt van nature voor in de zuidelijke en centrale Alpen, de Apennijnen en op het Balkanschiereiland.
... · 
C. alliariifolia · 
C. alpestris (Allioni's klokje) · 
C. alpina · 
C. americana · 
C. arvatica · 
C. barbata · 
C. baumgartenii · 
C. carpatica (Karpatenklokje) · 
C. cervicaria (Ruw klokje) · 
C. cespitosa · 
C. cochleariifolia · 
C. exigua · 
C. garganica · 
C. glomerata (Kluwenklokje) · 
C. grossekii · 
C. lasiocarpa · 
C. latifolia (Breed klokje) · 
C. medium (Mariëtteklokje) · 
C. patula (Weideklokje) · 
C. persicifolia (Prachtklokje) · 
C. portenschlagiana (Dalmatiëklokje) · 
C. poscharskyana (Kruipklokje) · 
C. pulla · 
C. punctata · 
C. pyramidalis (Piramideklokje) · 
C. rapunculoides (Akkerklokje) · 
C. rapunculus (Rapunzelklokje) · 
C. rhomboidalis (Bergklokje) · 
C. rotundifolia (Grasklokje) · 
C. sarmatica · 
C. scheuchzeri · 
C. sibirica · 
C. spicata · 
C. takesimana · 
C. thyrsoides · 
C. trachelium (Ruig klokje) · 
C. zoysii · 
...